# Dúo Dinámico
Dúo Dinámico egy spanyol popzenei duó, aminek tagjai: Manuel de la Calva és Ramón Arusca. Ők ketten énekesek, dalszerzők és zenei producerek valamint számos zenés filmben is szerepeltek. 
Az 1968-as Eurovíziós dalfesztiválon Massiel által előadott spanyol versenytdalt a "La,la,la"-t ők írták emellett 2014-ben Latin Grammy életműdíjat kaptak.

## Karrierjük
Manuel és Ramón 16 évesen találkoztak először, amikor a légierőnél mérnök tanulók voltak. A duó 1958-ban alakult meg Barcelonában. Az első közönség előtti fellépésük a Radio Barcelonánál volt, ahol magukat The Dynamic Boys-nak nevezték, a műsorvezető Enrique Fernández azonban nem beszélt angolul így Duó Dinamico néven konferálta fel őket, ami a duónak is tetszett és innentől Duó Dinámico néven működtek. Több sikeres rádiós fellépés után szerződést kaptak a La Masía barcelonai étteremtől, hogy énekeljenek ott. A zenélés mellett ekkoriban még továbbra is mérnöktanulók voltak. 
1959 nyarán felhagytak a mérnöki gyakornokságukkal és teljese idejüket a zenei pályafutásuknak szentelték.
1959-ben jelent meg első lemezük, majd az 1960-as években számos listavezető daluk született meg, mint a "Quince años tiene mi amor", "Quisiera ser", "Perdóname", "Bailando el twist", "Mari Carmen", "Esos ojitos negros", "Amor de verano" vagy a "Mi chica de ayer" című daluk.  Dalaik miatt számos zenés filmben is szerepeltek, mint az 1964-es Búscame a esa chica, ahol Marisol oldalán szerepeltek a filmben. Népszerűségük Spanyolországban a Beatlesszel vetekedett. 
Számos zenei fesztiválon is résztvettek, mint az 1966-os Mediterrán zenei fesztivál, amit megnyertek "Como ayer" című dalukkal. A benidormi dalfesztiválon kétszer is második helyezettek lettek 1962-ben és 1966-ban. Dalszerzőként a legnagyobb elismerést az 1968-as Euróvíziós dalfesztivál spanyol versenydalával érték el, a Massiel által előadott "La,la,la" dallal. A dalt eredetileg pályatársuk és jóbarátjuk, Joan Manuel Serrat énekes adta volna elő, aki ragaszkodott ahhoz hogy katalánul énekeljen a dalversenyen, de a Franco-rendszer nem engedte meg, ezért Massiel adta elő spanyolul. 
1972-ben a Mejor que nunca című lemezük bukás lett, emiatt a duó úgy döntött, hogy szünetelteik énekesi pályájukat viszont továbbra is foglalkoztak zeneszerzéssel és dalszövegírással, olyan énekeseknek mint Camilo Sesto, Nino Bravo énekesek valamint zenei producerei voltak Julio Iglesias, Miguel Gallardo vagy José Vélez énekeseknek.
Mivel zenéik továbbra is népszerűek voltak és számos esetben dalaikból filmzenék lettek, emiatt 1978-ban a duó visszatért a zenei életbe. 1980-ban és 1986-ban kiadtak válogatáslemezeket. 1988-ban jelent meg a Resistiré című daluk amely karrierjük egyik legismertebb dala. 

## Albumok
- Dúo Dinámico  (1962)
- Dúo Dinámico  (1963)
- Dúo Dinámico  (1963)
- Los Novios De Marisol  (1964)
- Dúo Dinámico  (1965)
- El Gran Dúo Dinámico  (1965)
- Dinamismo Juvenil  (1967)
- Manolo y Ramón  (1970)
- El Regreso  (1977)
- Duo Dinámico  (1986)
- Interpretan Éxitos Internacionales  (1986)
- En Forma  (1988)
- Con Zapatos Nuevos  (1989)
- Tal Cual  (1991)
- Viva Los 50  (1993)
- P´alante  (1997)
- El Penúltimo Del Dúo Dinámico  (2003)
- Somos Jóvenes: 50 Años  (2011)

## Filmjei
- Botón de ancla (1961)
- Búsqueme a esa chica (1964)
- Escala en Tenerife (1964)
- Una chica para dos (1966)